# 雙重幻想曲
《雙重幻想曲》是英國歌手約翰·藍儂發行第七张专辑，日裔美籍音乐家小野洋子發行第十张专辑。
封面照片是由日本攝影師篠山紀信拍攝。原本它是彩色拍攝的照片，但在黑膠唱片專輯的夾克中改為黑白照片，所以筱山說它有“不祥的預感”（不吉な感じがした）。
這是列儂繼《Rock 'n' Roll》後睽違5年發行的錄音室專輯，也是生前最後一張專輯，他在3星期後（12月8日）於美國紐約故居達科他公寓被槍殺。

## 创作背景
1975年，列侬的儿子西恩出生后，列侬暂时在乐坛隐退以全心照顾儿子。此后五年里，他几乎没有创作任何音乐，只偶尔在纽约的公寓里录制一些小样。直到1980年，列侬才在乐坛复出。
1980年6月，列侬从罗德岛纽波特启航前往百慕大，并乘坐43英尺长的斯库纳船“Megan Jaye”。航行途中遭遇了严重风暴，船上五名船员逐一因疲劳和晕船而倒下，而唯独列侬坚持了下来，并被迫独自掌舵六小时。这次经历让他重拾了信心，同时也让他开始思考生命的脆弱。由此，他开始创作新歌并重新编写以前的曲目，他后来评论道：“那次海上经历让我变得极为专注，仿佛与宇宙相通——这些歌曲就这样在我脑中涌现出来了！”小野洋子也同样受到启发，创作了许多新歌，并在列侬偶然指出B-52乐队的《Rock Lobster》等当代流行音乐与洋子早期作品的相似性后，洋子重拾音乐信心。
如同1972年政治色彩浓厚的《Some Time in New York City》，列侬夫妇又将各自的作品收录在同一张专辑中。而与那张专辑截然不同的是，《Double Fantasy》（副标题为《A Heart Play》）是一组丈夫和妻子进行音乐对话的歌曲集。专辑名称来源于列侬在百慕大植物园看到的一种名为“双重幻想”的小苍兰，列侬认为这个名字完美诠释了他与小野洋子的婚姻。
列侬乐坛复出的另一个鼓舞便来源于他在披头士乐队时期的创作伙伴保罗·麦卡特尼，他称赞保罗·麦卡特尼1980年的单曲《Coming Up》“非常出色”。而据麦卡特尼说，这首歌推动了列侬在此年末回归录音室。

## 录制过程
小野洋子联系了制作人杰克·道格拉斯，将列侬的Demo录音给他试听。2005年，道格拉斯对Uncut杂志的Chris Hunt表示：“我的第一印象是，很难继续修缮这些Demo录音，因为这些Demo录音本身就已经充满了一种‘亲密感’。”
专辑的录音于1980年8月7日开始在纽约市的Hit Factory录音室进行，并一直持续到1980年10月19日。列侬和洋子很少同时出现在录音室里，主要是因为洋子不希望列侬干涉她的创作。 他们在录音室创作了几十首歌曲，大部分曲目收录进《双重幻想曲》中，其余则收录于第二张专辑《牛奶与蜂蜜》。
列侬希望与不同的音乐人合作，而不是过去的搭档，因此道格拉斯为此专门组建了一支乐队并开始排练，却没有告诉乐队成员将与谁录音。录音过程中，道格拉斯邀请了乐队“廉价把戏”中的成员瑞克·尼尔森和邦·E·卡洛斯参与演奏列侬的《I'm Losing You》和洋子的《I'm Moving On》，但最终这些歌曲还是由录音室专业音乐人重新录制。1998年，《约翰·列侬选集》发行，其中便收录了“廉价把戏”版本《I'm Losing You》。
录音工作一直保持高度保密。据道格拉斯所说，这是因为列侬对自己的作品缺乏信心，觉得自己已经跟不上当代音乐潮流，创作和演唱也无法达到巅峰时期的标准，因此希望在感觉录音不理想时能够悄然中止，他甚至一度表示有意将专辑中的大部分歌曲赠予前披头士成员林戈·斯塔尔。列侬和洋子当时尚未与任何唱片公司签约，并自己支付了初期录音的费用。在他们对专辑感到满意后，公关布鲁斯·瑞普罗格才对外透露了这对列侬夫妇重回录音室的消息。
消息一出，列侬立即收到各大唱片公司的合约邀请。格芬唱片公司的大卫·格芬十分精明，他首先与洋子沟通，认为她的创作贡献与列侬是平等的。1980年9月22日，当这对夫妇决定与新成立的格芬唱片公司签约时，整个唱片业都大为震惊。在未听过任何歌曲的情况下，格芬就与他们签订了发行合约。

## 发行
专辑发行前，单曲《(Just Like) Starting Over》已经作为预热单曲发行，而B面则是小野洋子的《Kiss Kiss Kiss》。该单曲于1980年10月20日在美国发行，并四天后在英国发行。单曲在英国榜单上原本最高排到第八位，但在列侬遇害后跃升至第一。在美国，该单曲也因列侬遇害而从第十名攀至榜首。
专辑《Double Fantasy》于1980年11月17日在英国和美国同步发行。格芬公司原本计划为列侬的复出专辑设计一个精美的封面，但小野迟迟无法决定使用哪张照片。为了赶上圣诞节的发行时限，格芬公司直接使用单曲封面作为专辑封面，并从同一组照片拍摄中选择了一张未使用的作为背面封面。专辑曲目按照列侬和小野之间的对话顺序排列，一首列侬的歌接着一首小野的歌，而初版封面的曲目顺序与实际播放顺序并不一致。专辑发行初期销量平平，在英国排行榜上最高曾达到第十四位，但随后滑落至第四十六位，而在美国榜单上最高曾排至第十一位。在列侬遇害后，专辑迅速升至美国Billboard榜单榜首，热度保持了八周后回落；在英国，专辑则迅速跃升至第二位，七周后登顶榜首，并连续保持了两周。

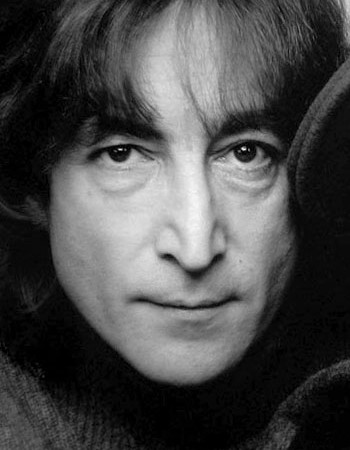
约翰·列侬（摄于1980年）

列侬生前选定歌曲《Woman》作为遗作单曲发行，B面是小野的《Beautiful Boys》。该单曲于1981年1月12日在美国发行，1月16日在英国发行，登顶英国榜单，并在美国钱柜杂志单曲榜夺冠，在Billboard Hot 100榜单上最高排到第二位，并连续保持了三周。专辑的是最后一支单曲《Watching the Wheels》，B面为小野的《Yes, I'm Your Angel》，在美国和英国榜单上分别最高排名第十和第三十位。该单曲于1981年3月13日在美国发行，并于3月27日在英国发行。
列侬的百慕大之行以及《Double Fantasy》也给了2013年发行的致敬CD和书籍《Lennon Bermuda》很多创作灵感。

## 评价
该专辑发行初期的评价多是负面，批评主要集中在专辑对列侬和小野洋子婚姻的理想化描绘上。《波士顿凤凰报》的基特·拉克利斯坦言，对于列侬和洋子假定“很多人深切关心他们”的想法感到“厌烦”。《新音乐快递》的查尔斯·沙尔·穆雷则评论称，列侬夫妇的幸福生活“听起来很棒，但不幸的是，它造就了一张糟糕的唱片。”他还补充道，希望列侬“希望他闭上那张自鸣得意的大嘴，直到他有点能和我们这些没娶小野洋子的人产生哪怕一丁点儿关联的话可说。”

在专辑发行后三周，列侬被谋杀，一些知名评论家的负面评论因此被撤回而未发表，包括《纽约时报》的斯蒂芬·霍尔登、《滚石杂志》的汤姆·卡森，以及《村声》的杰弗里·斯托克斯的评价（斯托克斯认为专辑的概念和主题“基本上是厌女的”）。

## 再发行
1982年11月，为宣传约翰·列侬精选集（The John Lennon Collection），《Beautiful Boy (Darling Boy)》作为《Happy Xmas (War Is Over)》的B面重新发行。1986年10月13日，该专辑首次在英国发行CD版本，并接近一年后于1987年9月15日在美国发行。1989年，在EMI获得该专辑版权后，专辑再次以磁带、CD和黑胶唱片的形式发行。2000年10月9日，EMI/Capitol发布了专辑的重制版，包含三首额外曲目。
2010年，小野洋子和杰克·道格拉斯监督发行了名为《Double Fantasy Stripped Down》的专辑混音版本。此版本作为双碟套装发布，包含重制的原版专辑以及精简版的曲目。在精简版的曲目中，原始版本中部分华丽声效被去除，且封面由西恩·列侬重新设计。小野洋子在谈到这次混音时说：“这个新版本更加突出了约翰非凡的嗓音。现在科技进步了很多，我想运用新的技术，使这些歌曲旋律和约翰的嗓音更加纯粹。通过简化部分乐器编排，也可以将歌曲的力量更加清晰地展现出来。”AllMusic的斯蒂芬·托马斯·埃尔温对此混音版的评价较为负面，认为《Double Fantasy》从一开始就是作为精心打磨的录音室作品，混音版本更像是事后对专辑的改动，而原版专辑已经以最佳形式呈现出来。他还指出，混音的改变大多微不足道，对整体效果影响并不大。

## 曲目
| 第一面 | 第一面                      | 第一面    | 第一面 |
| 曲序   | 曲目                        | 词曲      | 时长   |
| ------ | --------------------------- | --------- | ------ |
| 1.     | (Just Like) Starting Over   | 约翰·列侬 | 3:56   |
| 2.     | Kiss Kiss Kiss              | 小野洋子  | 2:42   |
| 3.     | Cleanup Time                | 列侬      | 2:58   |
| 4.     | Give Me Something           | 洋子      | 1:35   |
| 5.     | I'm Losing You              | 列侬      | 3:57   |
| 6.     | I'm Moving On               | 洋子      | 2:20   |
| 7.     | Beautiful Boy (Darling Boy) | 列侬      | 4:02   |

| 第二面 | 第二面                              | 第二面 | 第二面 |
| 曲序   | 曲目                                | 词曲   | 时长   |
| ------ | ----------------------------------- | ------ | ------ |
| 1.     | Watching the Wheels                 | 列侬   | 4:00   |
| 2.     | Yes, I'm Your Angel[A]              | 洋子   | 3:08   |
| 3.     | Woman                               | 列侬   | 3:32   |
| 4.     | Beautiful Boys                      | 洋子   | 2:55   |
| 5.     | Dear Yoko                           | 列侬   | 2:34   |
| 6.     | Every Man Has a Woman Who Loves Him | 洋子   | 4:02   |
| 7.     | Hard Times Are Over                 | 洋子   | 3:20   |

额外曲目
| 2000年重制版额外曲目 | 2000年重制版额外曲目            | 2000年重制版额外曲目 | 2000年重制版额外曲目 |
| 曲序                 | 曲目                            | 词曲                 | 时长                 |
| -------------------- | ------------------------------- | -------------------- | -------------------- |
| 1.                   | Help Me to Help Myself          | 列侬                 | 2:27                 |
| 2.                   | Walking on Thin Ice             | 洋子                 | 6:00                 |
| 3.                   | Central Park Stroll（对话形式） |                      | 0:17                 |

2010年重混音版
| “精简版”（Stripped Down） | “精简版”（Stripped Down）           | “精简版”（Stripped Down） | “精简版”（Stripped Down） |
| 曲序                      | 曲目                                | 词曲                      | 时长                      |
| ------------------------- | ----------------------------------- | ------------------------- | ------------------------- |
| 1.                        | (Just Like) Starting Over           | 列侬                      | 4:24                      |
| 2.                        | Kiss Kiss Kiss                      | 洋子                      | 2:45                      |
| 3.                        | Cleanup Time                        | 列侬                      | 3:56                      |
| 4.                        | Give Me Something                   | 洋子                      | 3:56                      |
| 5.                        | I'm Losing You                      | 列侬                      | 4:26                      |
| 6.                        | I'm Moving On                       | 洋子                      | 2:28                      |
| 7.                        | Beautiful Boy (Darling Boy)         | 列侬                      | 3:50                      |
| 8.                        | Watching the Wheels                 | 列侬                      | 3:32                      |
| 9.                        | Yes, I'm Your Angel                 | 洋子                      | 2:53                      |
| 10.                       | Woman                               | 列侬                      | 3:45                      |
| 11.                       | Beautiful Boys                      | 洋子                      | 3:16                      |
| 12.                       | Dear Yoko                           | 列侬                      | 3:03                      |
| 13.                       | Every Man Has a Woman Who Loves Him | 洋子                      | 4:46                      |
| 14.                       | Hard Times Are Over                 | 洋子                      | 3:38                      |

- A^ 在专辑的最初版本中，《Yes, I'm Your Angel》最初的标题是《I'm Your Angel》。当这首歌作为《Watching the Wheels》的B面曲目发行时，歌名才更改为《Yes, I'm Your Angel》。在此后所有的《Double Fantasy》再版和重制版本中，这首歌都名为《Yes, I'm Your Angel》。[37]

## 创作人员
人员信息来源于专辑内页
音乐家
- 约翰·列侬 - 主唱，吉他
- 小野洋子 - 主唱
- 厄尔·斯里克 – 吉他
- 休·麦克拉肯 – 吉他
- 托尼·莱文 – 贝斯
- 乔治·斯莫尔 – 键盘
- 安迪·纽马克 – 鼓
- 小亚瑟·詹金斯 – 打击乐
- 埃德·沃尔什 – Oberheim合成器
- 兰迪·斯坦 – 英式手风琴（英语：English concertina）
- 罗伯特·格林尼奇 – 在《Beautiful Boy》中演奏钢鼓（英语：Steelpan）
- 马修·坎宁安 – 在《Watching the Wheels》中演奏锤击式扬琴（英语：Hammered dulcimer）
- 霍华德·约翰逊、格兰特·亨格福德、约翰·帕兰、塞尔登·鲍威尔、乔治·杨·奥帕利斯基、罗杰·罗森伯格、大卫·托法尼、罗纳德·图利 – 铜管乐器
- Cas Mijac (成员包括米歇尔·辛普森，卡桑德拉·伍顿，谢丽尔·梅森·杰克斯) – 伴唱
- 埃里克·特洛耶 – 伴唱
- 班尼·卡明斯歌手团 – 伴唱
- 国王神殿合唱团 – 伴唱

技术人员：
- 杰克·道格拉斯，约翰·列侬，小野洋子 – 制作人
- 托尼·达维里奥 – 《I'm Your Angel》铜管编排，音乐助理
- 滨谷俊弘，弗雷德里克·西曼 – 制作助理
- 李·德卡洛 – 录音工程师
- 乔恩·史密斯，詹姆斯·鲍尔，朱莉·拉斯特 – 助理工程师
- 乔治·马里诺 – 母带处理
- 篠山纪信 – 封面摄影
- 克里斯托弗·沃夫 – 艺术设计

## 获奖情况

### 格莱美奖
| 年份 | 獲提名                      | 獎項                       | 結果 |
| ---- | --------------------------- | -------------------------- | ---- |
| 1981 | Double Fantasy              | 格莱美奖年度专辑           | 獲獎 |
| 1981 | Double Fantasy              | 格莱美最佳男歌手流行演唱奖 | 提名 |
| 1981 | "(Just Like) Starting Over" | 格莱美奖年度制作           | 提名 |